# Gimpel l'idiota
Gimpel l'idiota è una raccolta di racconti di Isaac Bashevis Singer, pubblicata da Longanesi nel 1966, con la traduzione di Bruno Oddera. Corrisponde a due raccolte in lingua inglese: Gimpel the Fool and Other Stories, pubblicata da Noonday nel 1957 e Short Friday and Other Stories, pubblicata da Farrar Straus & Giroux nel 1964. In originale i racconti erano apparsi in lingua yiddish su riviste e giornali. Il racconto che dà titolo alla raccolta, Gimpl tam (1945) è stato il primo a essere tradotto in inglese, da Saul Bellow.

## Titoli della raccolta
1. Gimpel l'idiota (Gimpel the Fool  [trad. Saul Bellow], il racconto è presente anche nelle antologie L'ultimo demone, Lo scrittore di lettere e in Racconti nella trad. di Anna Bassan Levi)
2. Il gentiluomo di Cracovia (The Gentleman from Cracow [trad. Martha Glicklich e Elaine Gottlieb], presente anche in Lo scrittore di lettere e in Racconti nella trad. di Anna Bassan Levi con il titolo Il signore di Cracovia)
3. L'uxoricida (The Wife Killer [trad. Shlomo Katz])
4. Alla luce delle candele votive (By the Light of Memorial Candles [trad. Martha Glicklich e Elaine Gottlieb], anche in Racconti nella trad. di Anna Bassan Levi con il titolo Al lume delle candele dei morti)
5. Lo specchio (The Mirror [trad. Norbert Guterman], anche in L'ultimo demone e in Racconti nella trad. di Anna Bassan Levi)
6. I piccoli ciabattini (The Little Shoemakers [trad. Isaac Rosenfeld], anche in Lo scrittore di lettere e in Racconti nella trad. di Anna Bassan Levi con il titolo I piccoli calzolai)
7. Gioia (Joy [trad. Martha Glicklich e Elaine Gottlieb], anche in L'ultimo demone, Lo scrittore di lettere e in Racconti nella trad. di Anna Bassan Levi)
8. Dal diario di un non nato (From the Diary of One Not Born [trad. Nancy Gross], anche in Racconti nella trad. di Anna Bassan Levi)
9. Taibele e il suo demone (Taibele and Her Demon [trad. Mirra Ginsburg], anche in L'ultimo demone, Lo scrittore di lettere e in Racconti nella trad. di Anna Bassan Levi)
10. Alto e basso (Big and Little [trad. Mirra Ginsburg], anche in Racconti nella trad. di Anna Bassan Levi con il titolo Grande e piccolo)
11. Sangue (Blood [trad. dell'autore con Elizabeth Pollet], anche in L'ultimo demone e in Racconti nella trad. di Anna Bassan Levi)
12. Solo (Alone [trad. Joel Blocker], anche in L'ultimo demone, Lo scrittore di lettere e in Racconti nella trad. di Anna Bassan Levi)
13. Esther Kreindel seconda (Esther Kreindel the Second [trad. dell'autore con Elizabeth Pollet], anche in Racconti nella trad. di Anna Bassan Levi)
14. Jachid e Jechidà (Jachid and Jechidah [trad. dell'autore con Elizabeth Pollet], anche in Racconti nella trad. di Gabriella Luzzani)
15. Sotto il coltello (Under the Knife [trad. Ruth Whitman e Elizabeth Pollet], anche in Racconti nella trad. di Gabriella Luzzani con il titolo Sotto i ferri)
16. Il digiuno (The Fast [trad. Mirra Ginsburg], anche in Racconti nella trad. di Gabriella Luzzani)
17. L'ultimo demone (The Last Demon [trad. Martha Glicklich e Cecil Hemley], anche in L'ultimo demone, Lo scrittore di lettere e in Racconti nella trad. di Anna Bassan Levi)
18. Yentl, lo studente della yeshivà (Yentl the Yeshiva Boy [trad. Marion Magid e Elizabeth Pollet][1], anche in Lo scrittore di lettere e in Racconti nella trad. di Anna Bassan Levi)
19. Tre racconti (Three Tales [trad. Ruth Whitman e Cecil Hemley], anche in Racconti nella trad. di Gabriella Luzzani)
20. Zeidlus il papa (Zeidlus the Pope [trad. Joel Blocker e Elizabeth Pollet], anche in L'ultimo demone, Lo scrittore di lettere e in Racconti nella trad. di Anna Bassan Levi con il titolo Papa Zeidlus)
21. Nozze a Brownsville (A Wedding in Brownsville [trad. Chana Faerstein e Elizabeth Pollet], anche in L'ultimo demone e in Racconti nella trad. di Anna Bassan Levi con il titolo Un matrimonio a Brownsville)
22. Non confido negli uomini (I Place My Reliance on No Man [trad. Ruth Whitman], anche in L'ultimo demone e in Racconti nella trad. di Gabriella Luzzani con il titolo Io non mi affido agli uomini)
23. Cunegonda (Cunegonde [trad. dell'autore con Elaine Gottlieb], anche in Racconti nella trad. di Gabriella Luzzani con il titolo originale Cunegunde)
24. Breve venerdì (Short Friday [trad. Joseph Singer e Roger Klein], anche in L'ultimo demone, Lo scrittore di lettere e in Racconti nella trad. di Anna Bassan Levi)

## Edizioni italiane
- trad. dall'inglese di Bruno Oddera, prefazione di Henry Miller (Un mondo magico di demoni e di contadini), Longanesi (collana "La gaja scienza" n. 261 e n. 116), Milano 1966; ivi (coll. "I narratori" n. 7), 1979 ISBN 88-304-0583-3
- stessa trad. in ed. economica, con introduzione di Giorgio Voghera, Mondadori (coll. "Oscar" n. 1285), Milano 1980
- stessa trad., Guanda (coll. "Narratori delle Fenici" n. 92), Parma 1993 ISBN 88-7746-584-0
- stessa trad. TEA (coll. "TEAdue" n. 525), Milano, 1997 ISBN 88-7818-205-2
- stessa trad. San Paolo, Milano 1998 (allegato a "Famiglia Cristiana" n. 32 del 16/08/1998).